# أون جي وون
أون جي وون (بالكورية: 은지원)‏ (من مواليد 8 يونيو 1978) هو مغن كوري جنوبي بدأ مسيرته الفنية عام 1997. وهو أيضا راقص ومغني راب ومنتج أسطوانات وملحن وفنان ترفيهي ومقدم.

## روابط خارجية
- أون جي وون على موقع IMDb (الإنجليزية)
- أون جي وون على موقع ميوزك برينز (الإنجليزية)
- أون جي وون على موقع أول ميوزيك (الإنجليزية)
- أون جي وون على موقع قاعدة بيانات الفيلم (الإنجليزية)